# Arbeitgeberverband der Versicherungsunternehmen in Deutschland
Der Arbeitgeberverband der Versicherungsunternehmen in Deutschland (AGV) ist ein Interessenverband der Arbeitgeber in der privaten Versicherungswirtschaft in Deutschland in der Rechtsform des eingetragenen Vereins. Sein Sitz ist in München. Dem Verband gehören nahezu 99 Prozent aller in Deutschland ansässigen Versicherungsunternehmen an, dies bedeutet, dass 215.000 Beschäftigten der Branche durch den Verband vertreten werden.

## Geschichte
Auf einer Mitgliederversammlung des Gesamtverbandes der Versicherungswirtschaft am 5. Oktober 1950 in Bad Kissingen initiierte der Vorstandsvorsitzende der National Allgemeine Versicherungs-AG Werner Plath die Gründung eines einheitlichen Arbeitgeberverbandes der deutschen Versicherungswirtschaft. Vertreter von 89 Versicherungsunternehmen gaben Beitrittserklärungen ab. Zunächst hieß die Organisation Arbeitgeberverband der Versicherungsunternehmen, 1962 wurde der Name um in Deutschland ergänzt und 1984 das Logo von agv in AGV geändert. Der Vorsitzende der Münchener Vereinigung Roman Simon (1888–1951) wurde erster Vorsitzender des AGV, nach ihm kam Horst Schiemann. Geschäftsführer war für viele Jahre Edgar Mussil (1912–2008).

## Aufgaben
Der AGV führt als Tarifvertragspartei Verhandlungen mit Gewerkschaften und trifft mit diesen Vereinbarungen. Er schlägt ferner Personen zur Berufung zum ehrenamtlichen Richter an den Arbeitsgerichten und Sozialgerichten vor.

## Tarifvertrag
| Zeitpunkt         | Erhöhung | Einmalzahlung        |
| ----------------- | -------- | -------------------- |
| 1. Oktober 2012   | 2,2 %    |                      |
| 1. September 2011 | 3,0 %    |                      |
| August 2011       |          | 350 bis 450 Euro     |
| 1. April 2010     | 2,5 %    |                      |
| November 2009     |          | 250 Euro             |
| 1. Januar 2009    | 1,6 %    |                      |
| Juli 2008         |          | 0,036 Monatsgehälter |
| 1. Januar 2008    | 3,0 %    |                      |
| Dezember 2007     |          | 300 Euro             |
| 1. April 2007     | 1,0 %    |                      |
| 1. April 2006     | 2,0 %    |                      |
| Januar 2006       |          | 250 Euro             |

Zuletzt schloss der AGV mit der Vereinten Dienstleistungsgewerkschaft (ver.di) am 21. Juli 2011 einen Gehalts-Tarifvertrag. Er läuft bis 31. März 2013. Vereinbart wurde eine Einmalzahlung über 350 bis 450 Euro und eine Erhöhung um 3 % ab 1. September 2011 und weitere 2,2 % ab 1. Oktober 2012. Die Tariftabelle reichte am 1. September 2011 von 2220 Euro bis 4335 Euro, für die Gehaltsgruppen A/B von 1484 Euro bis 1758 Euro.
Am 12. Juni 2009 war ein Tarifvertrag mit Laufzeit bis 31. März 2011 vereinbart worden, der eine Einmalzahlung über 250 Euro im November 2009 und eine Erhöhung um 2,5 % ab 1. April 2010 bestimmte.
Der Tarifvertrag vom 24. November 2007 mit Laufzeit bis 30. September 2009 sah eine Einmalzahlung über 300 Euro im Dezember 2007 und Erhöhung um 3 % ab 1. Januar 2008 und weitere 1,6 % ab 1. Januar 2009 vor. Eine weitere Einmalzahlung über 3,6 % eines Monatsgehalts wurde im Juli 2008 gezahlt. Die Tariftabelle reichte am 1. Januar 2008 von 2069 Euro bis 4041 Euro. Für die Arbeiten Scannen und Postvorbereitung, sowie für Identifizieren, Indexieren und Erkennen wurden neue Gehaltsgruppen A/B eingeführt und Gehälter zwischen 1350 Euro und 1600 Euro vereinbart.
Am 22. Dezember 2005 wurde ein Tarifvertrag mit Laufzeit bis 31. August 2007 abgeschlossen. Vereinbart wurde eine Einmalzahlung über 250 Euro im Januar 2006, eine Erhöhung um 2 % ab 1. April 2006 und um 1 % ab 1. April 2007. Die Tariftabelle reichte am 1. April 2006 von 1989 Euro bis 3884 Euro.